# Temozolomidă
Temozolomida (TMZ, cu denumirea comercială Temodal) este un medicament chimioterapic utilizat în tratamentul unor tumori cerebrale. Printre acestea se numără: glioblastomul multiform și astrocitomul anaplazic.
Din punct de vedere structural, este un derivat de triazenă și imidazol și face parte din categoria agenților alchilanți ai ADN-ului.